# James W. Stone
James William Stone Stokes (12 de marzo de 1901, Phoenix Arizona - 25 de enero de 1979, Ciudad de México) fue un ingeniero, dirigente de empresa, pionero del desarrollo agroindustrial de Mexicali, casado, radicado y sepultado en Mexicali, nacionalizado mexicano.

## Los primeros Años
Estudió Ingeniero Civil en la Universidad de Arizona, egresando en 1924. Inició a ejercer su profesión, con la Compañía Ferrocarrilera Southern Pacific en Arizona, que tenía intereses en el Ferrocarril Inter-California en el Valle de Mexicali, en Baja California México. En 1925, fue enviado a dar mantenimiento al ferrocarril. En 1927 fue asignado a construir la prolongación de la vía de dicho ferrocarril hasta la estación “Médanos”, unos kilómetros adelante de Riíto Sonora.
También trabajo dirigió la construcción de canales de riego supervisando la construcción del Canal Solfatara para la compañía John Phillips de San Francisco, California.
En 1929 estaba la Gran Depresión, y sus efectos duraron varios años. 

## Compañía Industrial Jabonera del Pacífico
En 1931 fue nombrado vicepresidente y gerente general de la empresa. Fue directivo por 35 años de la Compañía Industrial Jabonera del Pacífico, la empresa industrializadora del algodón en Mexicali, desde julio de 1931 hasta abril de 1966. El administrador logró que bajo su dirección lograra aprovechar el auge del “oro blanco” (1940-1960). Coadyuvó al auge del desarrollo agrícola del Municipio de Mexicali y el agroindustrial en la Ciudad de Mexicali. Stone logró que la compañía proporcionara crédito durante tres años, para que el Banco Ejidal del Gobierno Federal Mexicano, habilitara a sus clientes ejidatarios para la siembra de algodón, trigo y alfalfa.
En 1937, el Asalto a las Tierras y la reforma agraria impulsada por Lázaro Cárdenas, transformó la estructura económica y social del Valle de Mexicali, ya que arribaron campesinos de diferentes partes del país, con una mentalidad distinta a la norteña.
En 1960 apareció la plaga del algodón, denominado “gusano rosado” y la “ mosca blanca”, que afectaron a la baja en la producción y productividad de dichos cultivos. La salinidad de los suelos se elevó, por el arribo de aguas salinas procedentes del Río Colorado. Stone aportó esfuerzos de ambos lados de la frontera en la lucha contra la salinidad, logrando que se construyera un canal exclusivo para llevar las aguas salinas de Arizona fuera del cauce y desembocarlos hasta cerca del Delta del Río, denominado Welton – Mohawk. 
Fue presidente del consejo de administración del Banco de Comercio de Baja California. Fue uno de los fundadores, benefactor y promotor de donativos y financiamiento para la creación y operación de los primeros años de Cetys Universidad (Instituto Educativo del Noroeste A.C.) .

## Desarrollo social
Testigos e historiadores señalan que hubo una petición especial de James W. Stone, la de "no repetir la experiencia del reparto agrario en La Laguna, en donde la parcela ejidal fue de siete hectáreas", y que dados los no óptimos resultados, el director de La Jabonera, sugirió en 1940, "que la extensión recomendada fuera de 20 hectáreas". Así se hizo.
Fue uno de los 5 fundadores de las Águilas de Mexicali. Participó en la fundación del Club Campestre de Mexicali y del Banco de Comercio y Banco Mercantil de Baja California que otorgaba préstamos a lo agricultores del valle.
Los empleados de confianza así como los sindicalizados, cuando se enteraron de que “Jimmy” Stone, se jubilaría, le hicieron una gran despedida, como muestra del aprecio que le tenían. Una vez retirado de la dirección de la Jabonera, continuó sirviendo a la comunidad mexicalense en actividades de servicio comunitario.

## Vida familiar
Se casó con la cachanilla Elena Rojo en 1945, y tuvo como hijas a Laura Elena y Gloria Alicia. Radicó en Mexicali hasta su muerte. Se naturalizó mexicano el 14 de mayo de 1959 a la edad de 58 años, y fue sepultado en Mexicali. Falleció a los 78 años, en Ciudad de México cuando desempeñaba sus actividades normales.

## Obra
Se distinguió por su ecuanimidad, efectividad como directivo de empresa, ciudadano ejemplar por el servicio comunitario. Fue nombrado “Mexicalense Distinguido” por el XVI Ayuntamiento de Mexicali. Una vialidad adjunta a donde fue la Industrial Jabonera del Pacífico de la ciudad de Mexicali, lleva su nombre.